# 63e brigade mécanisée
Pour les articles homonymes, voir 63e brigade.
La 63e brigade mécanisée (en ukrainien : 63-тя окрема механізована бригада, abrégé en 63 ОМБр ; numéro d'unité militaire A3719) est une grande unité d'infanterie mécanisée de l'Armée de terre ukrainienne.
Cette brigade, créée le 14 mars 2017, est engagée dans la guerre russo-ukrainienne.

## Historique

### Création
Les origines de la brigade remontent au 14 mars 2017, lorsqu'une directive conjointe du Ministère de la Défense et de l'état-major général des forces armées prépare sa création au sein du corps de réserve de l' armée ukrainienne. Le 23 juillet de la même année, l'unité est officiellement créée, initialement composée de réservistes de l'ouest de l'Ukraine qui ont participé aux combats au début de la guerre dans le Donbass. À l'automne 2017, plus de 3 000 soldats participent à la première séance d'entraînement de la brigade près de Rivne. La performance est évaluée positivement par les spécialistes américains présents. La brigade est formée à partir de soldats du commandement opérationnel l'Ouest, qui, depuis 2014. À partir du 9 octobre 2017, l'unité a été déployée dans la « zone d'opération anti-terroriste » (le front du Donbass).

### Invasion russe de l'Ukraine

#### Front de Kherson - Mykolaiv (avril - novembre 2022)
Dans le cadre de l'invasion de l'Ukraine par la Russie, l'unité est mobilisée puis déployée à partir d'avril 2022 pour défendre les oblasts de Kherson et de Mykolaïv, combattant notamment dans la tête de pont de l'autre côté de la rivière Inhoulets. Elle vient ainsi renforcer la 59e brigade d'infanterie motorisée du côté de Snihourivka. La 63e brigade se fait remarquer pour son utilisation efficace des drones, coordonnant les frappes d'artillerie avec précision et ajustant les positions en temps réel, démontrant un haut niveau de compétence. Durant le mois de mai, elle cible régulièrement les positions russes à l'ouest de la rivière entre Snihourivka et Blahodatne publiant des vidéos de ses succès sur les réseaux sociaux,. Elle poursuit les combats sur une ligne de front relativement statique jusqu'à l'été 2022. À partir du 31 août 2022, elle est engagée dans la contre-offensive qui a pour but de libérer la rive droite du Dniepr. Elle a essentiellement pour rôle de fixer la 7e division de VDV tandis que le gros des troupes tentent de percer sur l'autre rive et à l'est. Elle participe ensuite à la libération de Snihurivka en novembre 2022 alors que les forces russes se retirent de la rive occidentale du Dniepr. Au cours de la contre-offensive, le commandant du 105e bataillon, le lieutenant-colonel Mykola Krasivov, est tué au combat.

#### Bataille de Bakhmout (décembre 2022 - mai 2023)
À partir du mois de décembre, la brigade est redéployée dans le secteur de Bakhmout où une importante offensive russe est en cours. Elle se déploie dans un premier temps au sud de la ville, sur le flanc droit ukrainien près de Klichtchiïvka aux côtés de la 71e brigade de chasseurs jusqu'à la prise du village le 20 janvier 2023. La brigade défend alors le village d'Ivanivske. Au mois de février, la brigade passe en seconde ligne et se voit affecter les 51e et 52e bataillons de fusiliers. En avril, le 97e bataillon mécanisé participe aux combats à l'intérieur de Bakhmout.

#### Secteur de Kreminna (depuis juin 2023)
En juin 2023, la brigade est redéployée dans le secteur de Kreminna près de la localité de Dibrova. Entre juin et août, avec des éléments de la 67e brigade mécanisée et appuyée par la 45e brigade d'artillerie, elle repousse plusieurs tentatives d'avancées russes dans la zone de Siversky Donets, dans la forêt de Serebryansky des bataillons BARS-12, 16 et 20,. Largement appuyées par leurs drones de reconnaissance, les unités d'artillerie mettent en échec une poussée russe depuis la forêt vers Torske (raïon de Kramatorsk) (en),. Le 29 octobre, la brigade repousse un assaut russe leur infligeant de lourdes pertes. En décembre, elle mène des contre-attaques locales sur les positions russes dans la forêt. Un des bataillons de fusiliers de la brigade participe également aux combats dans la zone d'Avdiïvka. En janvier 2024, la brigade reçoit de nouvelles armoiries, une devise et un nouveau commandant : le lieutenant-colonel Pavlo Jurchuk, commandant le 21e bataillon de la 56e brigade motorisée au début de l'invasion à grande échelle, vétéran de la bataille de Marioupol et de la bataille de Bakhmout. Le 3 avril 2024, les soldats des 63e, 60e, 21e brigades mécanisées et de la 95e brigade d'assaut aérien ont traqué et détruit le système de lance-flammes lourd TOS-1A « Solntsepyok »,, près du village de Ternivka (uk) situé à la frontière des oblasts de Louhansk et de Donetsk, avec des drones FPV. Le 13 mai, la brigade repousse un important assaut mécanisé russe en direction du village de Tors'ke, détruisant de nombreux véhicules blindés avec le soutien de l'artillerie ; l'infanterie russe tente de se retirer sous le feu subissant de lourdes pertes,. À partir d'octobre 2024, les assauts se font de plus en plus nombreux, la 63e brigade parvenant à tenir la ligne, repoussant les forces russes à l'aide de l'artillerie guidée par drones leur infligeant des pertes importantes. En novembre, la brigade publie une vidéo où elle utilise un drone larguant de la thermite sur des positions russes.

## Structure

### Ordre de bataille
En janvier 2025, l'ordre de bataille connu en sources ouvertes comprend :
- État-major de la brigade ;
  - 
    -  Compagnie de protection du QG ;
    -  unité de recrutement[30] ;

  -  51e bataillon de fusiliers (unité militaire A4117) ;
  -  52e bataillon de fusiliers (unité militaire A4128) ;
  -  55e bataillon de fusiliers « de Ternopil » (unité militaire A4248)[31] ;
  -  105e bataillon mécanisé ;
  -  106e bataillon mécanisé ;
  -  107e bataillon mécanisé ;
  -  Bataillon de chars (des T-72EA) ;
  -  Groupe d'artillerie de la brigade[32] :
    - 
      -  État-major (штаб) du groupe d'artillerie ;
      -  batterie de contrôle et d'acquisition de cibles ;

    -  1er bataillon d'artillerie automotrice ;
    -  2e bataillon d'artillerie automotrice ;
    -  Bataillon de lance-roquettes multiples ;
    -  Bataillon antichars (MT-12 Rapira) ;

  -  Bataillon antiaérien ;
  -  bataillon de systèmes aériens d'attaque sans pilote ;
  -  Compagnie de reconnaissance ;
  -  Bataillon du du génie ;
  -  Compagnie de transmissions ;
  -  Bataillon logistique ;
  -  Bataillon de maintenance ;
  -  Compagnie de radars (désignation d'objectifs) ;
  -  Compagnie médicale (soins et évacuation)
  -  Compagnie de défense NRBC ;

### Matériel et équipements
- un bataillon de chars sur T-72EA, version modernisée du char par l'entreprise Excalibur et livrés par la Tchéquie en 2022.
- trois bataillons mécanisés sur MT-LB modifiés avec canon 2A72 de calibre 30 mm[33] et MT-LB standard de transport de troupes[34].
- un groupe d'artillerie sur artillerie obusiers D-30 de calibre 122 mm[35] et lance-roquettes multiple Bastion-2.
- une compagnie médicale sur véhicules M113 sanitaires[36].

### Commandants
- Colonel Oleksandr Marushchak (mars 2017–octobre 2023)[37] ;
- Colonel Petro Skyba (octobre 2023–janvier 2024)[38]
- Colonek Pavlo Yurchuk (janvier 2024–en cours)[39]

## Insigne

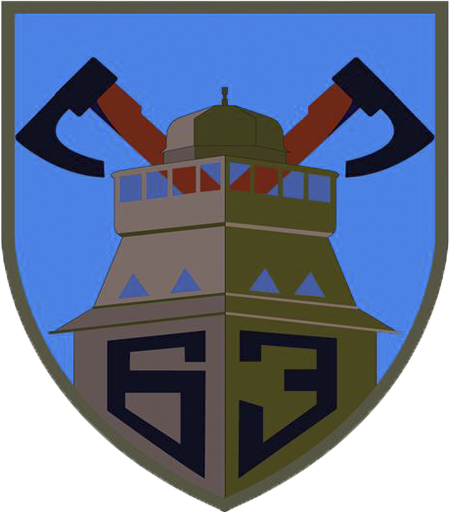
Insigne de la brigade de 2022 à 2024